# Ankylopteryx tanana
Ankylopteryx tanana är en insektsart som beskrevs av Fraser 1952. Ankylopteryx tanana ingår i släktet Ankylopteryx och familjen guldögonsländor. Inga underarter finns listade i Catalogue of Life.